# Jack Holt
Jack Holt (ur. 31 maja 1888 w Nowym Jorku, zm. 18 stycznia 1951 w Los Angeles) – amerykański aktor filmowy. Był także członkiem założycielem Amerykańskiej Akademii Sztuki i Wiedzy Filmowej.

## Filmografia
- 1914: Salomy Jane jako kowboj w saloonie (niewymieniony w czołówce)
- 1916: Kielich łez (niewymieniony w czołówce)
- 1919: Na dobre i na złe jako Bojownik
- 1919: Zwycięstwo jako Axel Heyst
- 1921: Zew Północy jako Ned Trent
- 1923: Hollywood jako on sam
- 1923: Napiętnowana jako Dudley Drake
- 1929: Sprawa Donovana jako inspektor
- 1935: Mały buntownik jako pułkownik Morrison
- 1936: San Francisco jako Jack Burley
- 1942: Ludzie-koty jako C. R. Cooper
- 1945: Ci, których przewidziano na straty jako generał Martin
- 1948: Skarb Sierra Madre jako bezdomny z przytułku (niewymieniony w czołówce)
- 1951: Missouri jako Duch Niedźwiedzia

## Wyróżnienia
Posiada swoją gwiazdę na Hollywoodzkiej Alei Gwiazd.

## Dodatkowe informacje
Postać Jacka Holta pojawiła się w filmie animowanym Mickey’s Polo Team. W którym drużyna Myszki Miki rozgrywa mecz polo z drużyną złożoną z przedwojennych aktorów. Jack Holt jest tu sędzią.